# Ophrys cicmiriana
Ophrys cicmiriana är en orkidéart som beskrevs av Pierre Delforge. Ophrys cicmiriana ingår i ofryssläktet, och familjen orkidéer. Inga underarter finns listade i Catalogue of Life.